# Mariene ecoregio Hudson Complex
De Mariene ecoregio Hudson Complex (8) (Engels: Hudson Complex marine ecoregion) is een biogeografische regio en ligt in het gebied van de Hudsonbaai in het Marien rijk Arctica. De mariene ecoregio is vastgesteld door het World Wide Fund for Nature en The Nature Conservancy en is vernoemd naar de Hudsonbaai.
In het noorden grenst het gebied aan de mariene ecoregio Lancasterzeestraat (9) en in het oosten aan de mariene ecoregio Noordelijk Labrador (6).

## Geografie
De mariene ecoregio ligt in het gebied van de Hudsonbaai in de Canadese provincies Quebec, Ontario, Manitoba en het territorium Nunavut. Het gebied ligt in de Jamesbaai en Hudsonbaai tot en met de Straat Hudson en tot in de Fury and Hecla Strait en omvat onder andere het Foxebekken, Foxe Channel en Frozen Strait.
Het gebied kenmerkt zich door slechts lokale zeestromingen.

## Biogeografie
Het gebied kent zeeleven dat houdt van arctische temperaturen.